# Barbara av Brandenburg (1423–1481)
Barbara av Brandenburg, född 1423, död 7 november 1481 i Mantua, var en markisinna av Mantua mellan 1444 och 1478, gift 12 november 1433 med Ludvig III Gonzaga, markis av Mantua. 
Hon var makens politiska rådgivare med ansvar för utrikesdiplomatin och var också politiskt aktiv under sonens regeringstid. Hon var Mantuas regent vid flera tillfällen under makens frånvaro mellan 1445 och 1455.
Hon var en viktig gestalt i den italienska renässansen, då hon betraktades som ett exempel på den bildade renässanskvinnan och en kulturmecenat som bidrog till att göra Mantua till en av epokens kulturcentrum.

## Biografi
Barbara av Brandenburg var dotter till markgreve Johan av Brandenburg-Kulmbach och Barbara av Sachsen-Wittenberg och därigenom släkt med kejsaren och barnbarn till kurfurst Fredrik I av Brandenburg. Hon var syster till den svenska drottningen Dorotea av Brandenburg. 

### Giftermål
Äktenskapet mellan Barbara och Ludvig Gonzaga innebar en statushöjning för familjen Gonzaga, som nyligen hade blivit adlade av kejsar Sigismund. Vigseln skedde då Barbara var elva år gammal, och hon växte sedan upp hos sin svärfamilj i Mantua, där hon fick en grundlig och mångsidig utbildning. Hon blev markisinna och hovets första dam när maken besteg tronen 1444. 

### Markisinna av Mantua
Barbara av Brandenburg blev en av de mest betydande kvinnorna under den italienska renässansen. Hon var intresserad av litteratur och talade fyra språk och studerade under humanisten Vittorino da Feltre. Hon övervakade också personligen utbildningen av sina barn. 
Barbara var också verksam som Ludvig Gonzagas politiska rådgivare, där hon främst hanterade frågor som handlade om Mantuas relation till det tysk-romerska kejsardömet, men också skötte den diplomatiska korrespondensen med bland andra Visconti och den påvliga kurian. 
Hon agerade ställföreträdande regent under makens frånvaro flera gånger mellan 1445 och 1455. Hon utövade ett betydande inflytande över statens affärer även i början av sonens regeringstid.

## Fiktion
Barbara är huvudpersonen i den historiska romanen The Princess of Mantua av Marie Ferranti.

## Galleri

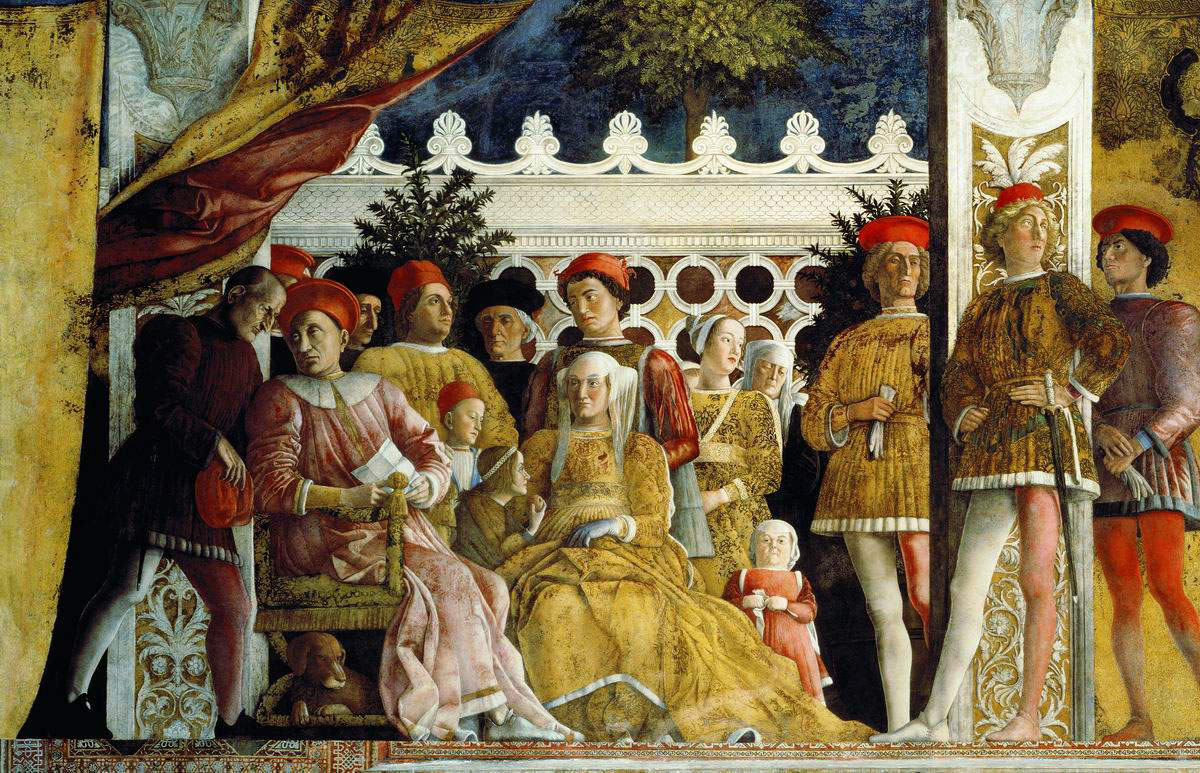
Barbara av Brandenburg i centrum (i gult) på en freskmålning i Brudgemaket i Palazzo Ducale av Andrea Mantegna.